# Nervo del muscolo grande pettorale
Il nervo del muscolo grande pettorale è un nervo misto che origina come ramo collaterale ventrale del plesso brachiale. Nasce dal tronco secondario laterale e riceve fibre da C5, C6 e C7. È il maggiore dei due nervi toracici anteriori (l'altro è il nervo del muscolo piccolo pettorale).
Alla sua origine si trova al di sotto della clavicola. Quindi si porta verso il basso e medialmente, fino a perforare la fascia clavipettorale e raggiungere la faccia profonda del muscolo grande pettorale, che innerva. Fornisce anche piccole fibre sensitive per la cute del torace al di sotto della clavicola. Emette un filamento che si unisce al nervo del muscolo piccolo pettorale al davanti dell'arteria ascellare.